# Erhard Milch

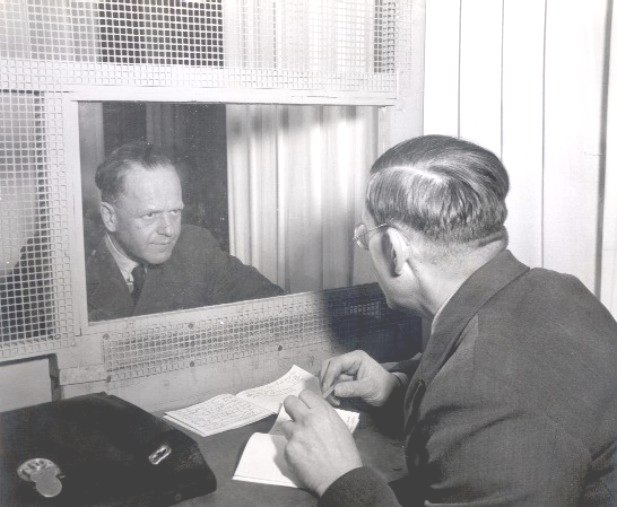
Erhard Milch, à esquerda, com seu irmão Werner Milch, que trabalhou em sua defesa no processo de Nurenberg

Erhard Milch (Wilhelmshaven, Império Alemão, 30 de março de 1892 — Wuppertal, Alemanha Ocidental, 25 de janeiro de 1972) foi um militar alemão de ascendência judia e aviador da Luftwaffe durante a Segunda Guerra Mundial.
Foi senador da Sociedade Kaiser Wilhelm, de 1938 a 1946.
Condecorado com a Cruz de Cavaleiro da Cruz de Ferro, entre outros méritos.
 

Milch tentou fugir da Alemanha após o suicídio de Hitler, mas foi capturado na costa do Báltico em 4 de maio de 1945 por homens do comando britânico da 1ª Brigada de Serviço Especial do General Derek Mills-Roberts. Acusado de crimes de guerra, foi condenado à prisão perpétua no Processo Milch em Nuremberg, e detido na prisão de Landsberg. A sentença foi mais tarde comutada para 15 anos de detenção. Acabou por ser libertado condicionalmente em Junho de 1954.